# Drosophila bai
Drosophila bai är en tvåvingeart som beskrevs av Mahito Watabe och Liang 1990. Drosophila bai ingår i släktet Drosophila och familjen daggflugor.
Artens utbredningsområde är provinsen  Yunnan i Kina.